# 이휘소
벤저민 휘소 리(영어: Benjamin Whisoh Lee, 1935년 1월 1일~1977년 6월 16일) 또는 한국명 이휘소(李輝昭)는 일제 강점기 조선에서 태어난 한국계 미국인 이론물리학자이다.
20세기 후반 입자물리학에서 자발적으로 대칭성이 깨진 게이지 이론의 재규격화 문제의 해결에 결정적인 역할을 하였고, 맵시 쿼크의 질량을 예측하여 그 탐색에 공헌하였다. 물리학자로서 본격적인 활동을 시작한 이래 약 20년간 모두 110편의 논문을 발표하였으며, 이 중 77편의 논문이 학술지에 게재됐다. 10회 이상 인용된 논문은 이 중 69편에 달하며, 500회 이상 인용된 논문은 모두 8편이다. 2013년 10월 기준 그의 모든 논문들은 13,400회 이상 인용되었다.

## 생애

### 유년기
일제강점기였던 1935년 1월 1일, 경성부 원정(모토마치, 元町, 현 서울특별시 용산구 원효로)에서 아버지 이봉춘, 어머니 박순희의 3남 1녀 중 맏아들로 태어났다. 모친 박순희는 원정(모토마치)의 《자혜병원》(慈恵病院 지케이 뵤인[*])에서 의사로 근무하고 있었다. 부친 이봉춘 또한 의사 면허를 가지고 있었지만 어려운 사람들에게 돈을 받고 치료하는 것을 싫어하여 개업의 활동을 하지는 않았다. 그래서 집안 생계는 모친이 도맡아 꾸려나갔다. 부친이 잠시 소학교 교사로 일하던 시기가 있었는데 모친과는 이때 사제지간으로 처음 연을 맺었다고 알려지고 있다.
일곱 살이던 이휘소는 1941년에 경성사범학교 부속제1국민학교에 입학하였다. 이 학교에 시험을 치러 입학하였고, 이휘소가 재학할 당시 이곳에는 조선인이 두 명쯤 재학하고 있었다. 이 무렵, 이휘소 일가는 모토마치에서 신설정(신세쓰마치,新設町)로 이사했다. 이는 지금의 서울특별시 동대문구 신설동 및 성북구 보문동에 해당하는데, 이휘소 일가가 이사한 곳은 신설정 중에서 특히 지금의 성북구 보문동에 해당하는 지역이었다. 모친은 이곳에서 소아과와 산부인과를 전문으로 하는 《자애의원》(慈愛医院 지아이 이인[*])을 개업하였다.
이휘소에게는 당시 민희식이라는 부유한 집안을 가진 친구가 있었는데 그의 집에는 광복 후 일본인들이 남기고 간 책이 많았고, 이휘소는 그의 집에서 일본어 서적을 자주 빌려 읽곤 했다. 그가 가장 좋아하던 책은 월간지 《어린이 과학》(일본어: 子供の科学 고도모노 가가쿠[*])이었다고 전한다. 국민학교 4학년 재학 중에 광복을 맞이하였고 광복과 함께 경성사범학교가 폐지됐기 때문에, 1947년에 졸업할 무렵에는 서울대학교 사범대학 부속국민학교 소속이었다. 그 해에 경기중학교에 진학하였고 중학교 시절 화학반에서 주로 활동하였다.

### 청소년기
이휘소가 중학교 4학년 때인 1950년에 한국 전쟁이 발발하였다. 이휘소 일가는 잠시 서울 근교 광릉의 친척 집으로 옮겨 지내다가 9.28 서울 수복 이후 다시 집에 돌아갔지만, 1·4 후퇴 때 다시금 충청남도 공주시에 있는 부친의 옛 고향 집으로 피난을 갔다. 모친은 이곳에서도 병원을 개업하여 활동하였으며, 이휘소는 그런 어머니를 도와 이웃 도시 대전까지 나가서 병원 운영에 필요한 약품을 사오곤 했다.
이후 부친의 어느 소학교 제자의 권유로 경상남도 마산시로 옮겼다. 이때 부친은 창원보건소장으로서 공직생활을 시작하였다. 마산에서 창원까지는 출퇴근을 할 만 한 거리가 아닌 탓에 그는 창원보건소에서 주로 지내다가 주말 무렵에야 마산의 집에 돌아가곤 했다. 그런데 그는 직장 생활이 1년 남짓 되던 1951년 12월의 어느 날 밤에 귀가하던 중 개울 둑에서 발을 헛디뎌 사망하였다.
한편 이휘소는 서울에서 공주, 마산으로 피난 생활을 이어가면서 학교에 못 다니고 있었다. 하지만 학교 교육에 대한 전시 훈령이 발효돼 이휘소는 위탁생 신분으로 인근 마산중학교에 임시 편입할 수 있었다. 얼마 후 경기중학교가 부산으로 옮겨와 학교로 돌아갈 수 있었고 그렇게 해서 5학년 과정을 마쳤다.

### 대학 입학
그 후 이휘소는 검정고시를 치러 대학 입학 자격을 얻고, 입학시험을 통해 1952년 서울대학교 공과대학 화학공학과에 수석으로 입학하였다. 당시 서울대학교는 지금의 부산광역시 서구 대신동에 해당하는 지역의 가건물로 옮겨 와 있었는데 서울대학교만 따로 있지 않고 ‘전시연합대학’이라는 이름으로 전국의 모든 대학교가 한 곳에 모인 상황에서 수업만 학교별로 따로 받도록 돼 있었다. 서울대학교는 대한민국군이 서울을 수복한 이후에 서울대학교 사범대학 부속중학교 자리에 임시 교사를 세웠다가 이내 미군 철수 이후에 태릉으로 옮겨갔다. 이휘소는 한 방에 10명씩 수용하는 임시 기숙사에서 자취생활을 시작하였다. 서울대학교 공과대학에서 한 학기 수업을 받은 후 이휘소는 물리학에 큰 흥미를 느꼈고 이후 수차례에 걸쳐 문리과대학 물리학과로 전과하는 것을 시도하였다.

### 미국 유학기
하지만 서울대학교는 그가 당시 재학 중이던 공과대학 화학공학과에서 문리과대학 물리학과로의 전과를 허락하지 않았다. 그는 학교 수업과는 별도로 독학으로 물리학을 공부하고는 있었지만 수 차례에 걸친 시도가 모두 실패로 끝나 큰 실망을 하고 있었다. 그런데 그 와중에 한국전 참전 미군 장교 부인회의 후원을 받는 유학장학생에 선발됐다. 그래서 좋아하는 물리학을 실컷 공부하지 못하게 하는 서울대학교를 박차고 나와 미국으로 유학을 떠나기로 하였다. 그는 오하이오주 옥스퍼드 시의 마이애미 대학교로 편입하기로 결정했다. 1955년 1월 26일 아침에 이휘소는 여의도 비행장을 이륙하였다. 그는 도쿄, 하와이, 샌프란시스코, 시카고를 경유하여 1월 31일에야 겨우 목적지 마이애미 대학교에 다다를 수 있었다.
이휘소는 1955년 1월에 오하이오주 마이애미 대학교 물리학과에 편입하였다. 편입 전까지 서울대학교에서 받았던 성적을 고려하여 모두 70단위가 인정됐는데, 70단위는 당시 미국 대학교 학제 기준 약 2년 반 정도에 해당하므로 3학년 과정에 바로 진학할 수 있는 셈이었다. 이휘소는 매일 아침 7시 이전에 일어나 7시 10분에 아침 식사를 하고, 8시부터 학교 수업을 듣기 시작했다. 또 수업이 끝나면 도서관에서 과제를 모두 끝내고 자정이 넘어 기숙사로 돌아오는 생활을 반복하였다. 미국으로 건너온 지 1년 반 만인 1956년 6월에 물리학과를 최우등(summa cum laude 숨마 쿰 라우데[*])으로 졸업하였고, 학과장 등의 추천으로 피츠버그 대학교 대학원에 진학하였다.
대학원에 진학하기까지 여름방학 기간은 아주 자유로웠는데 인디애나주의 퍼듀 대학교 대학원의 여름학교(summer school) 과정에 등록하여 공부하였다. 이때 자동차 운전도 배웠다.
이휘소는 여름방학이 끝난 1956년 8월부터 피츠버그 대학교 대학원에서 생활을 시작하였다. 그는 교육조교(TA) 장학생이어서 공학과와 의예과 학생들의 물리학 실험 TA를 담당하였다. 이듬해 가을학기부터는 연구조교(Research assistant)와 TA를 겸하게 됐고, 실험 지도만 하지 않고 이제는 정식으로 강의 하나를 배정받게 됐다. 가을학기에 수강하던 몇 개의 강의 중 원자핵 이론 강의를 담당했던 시드니 메슈코프(Sydney Meshkov)는 이후 이휘소의 진로에 큰 영향을 끼쳤다. 이 무렵 이휘소는 물리학에서 본격적으로 입자이론물리학, 정확히는 양자장론의 전공을 희망했다.
피츠버그 대학교의 박사 학위 자격시험에서 차점 합격자와 총점이 20점 이상 벌어지는 높은 점수로 수석 합격하였다. 이후 몸이 쇠약해져 기관지염으로 고생하였다. 몸을 추스른 후 바로 석사 학위 논문에 매진하여 한 달 여만에 완성하였다. 학위 논문 제목은 〈산란행렬의 해석적 특성과 그 응용〉(On the Analytic Properties of the S-Matrix with Some Application)이었는데, 이것으로 1958년에 석사학위를 취득하였다. 그는 석사 학위 논문을 좀 더 다듬어서, 그해 12월에 《피지컬 리뷰》에 기고하기도 하였다. 이휘소는 이미 피츠버그 대학교의 박사 진급을 앞두고 있었지만 메슈코프는 그의 재능을 아까워하며 그를 명문 펜실베이니아 대학교의 에이브러햄 클라인(Abraham Klein)에게 추천하였다. 클라인은 이휘소의 재능을 인정하여 펜실베이니아 대학교의 박사 학위 자격시험인 예비시험을 면제해주었으며, TA 및 RA 장학금보다도 더 혜택이 좋은 해리슨 연구장학금(Harrison Fellowship)을 주선해주기까지 했다.

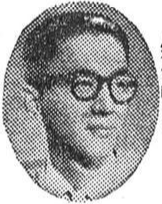
박사학위 취득 당시의 모습.

클라인은 당시 서른 세 살의 젊은 교수였는데, 이휘소는 클라인과 함께 공동 연구를 수행하면서 자신의 박사 학위 논문에 조금씩 다가갔다. 그러다 1960년 11월에 〈K+ 중간자와 핵자 산란 현상의 이중 분산 관계〉(Study of K+ Scattering in the Double Dispersion Representation)으로 물리학 박사(Doctor of Philosophy) 학위를 받았는데 이때 나이는 불과 25세였다. 그가 박사 학위증을 공식적으로 받은 것은 1961년 2월 4일이었다. 박사 논문 디펜스가 끝난 11월부터 1961년 8월까지, 이휘소는 펜실베이니아 대학교의 박사후 연구원 및 전임 강사로 임용됐다.
이후 이휘소는 프린스턴 고등연구소의 연구회원으로 초빙됐는데 그 임기는 1년이었다. 임기가 끝난 후부터의 직장 생활을 생각해야 했지만, 그는 클라인의 배려 덕분에 1961년도부터 펜실베이니아 대학교의 조교수로 임용됐다. 이휘소는 조교수로서 프린스턴 고등연구소의 연구회원에 방문 연구를 할 수 있어서, 프린스턴 고등연구소의 임기가 끝난 이후의 걱정을 할 필요가 없었다. 이휘소는 프린스턴 고등연구소로 떠나기 전에, 미국 각지 대학의 교원으로 임용되어 뿔뿔이 흩어지게 될 또래 동료들과 함께 기념 삼아 군론을 아원자 입자 이론에 응용하는 것에 관한 공동 논문을 집필하였고, 이를 《리뷰 오브 모던 피직스》에 기고하였다.

### 프린스턴 고등연구소 및 펜실베이니아 대학교에서

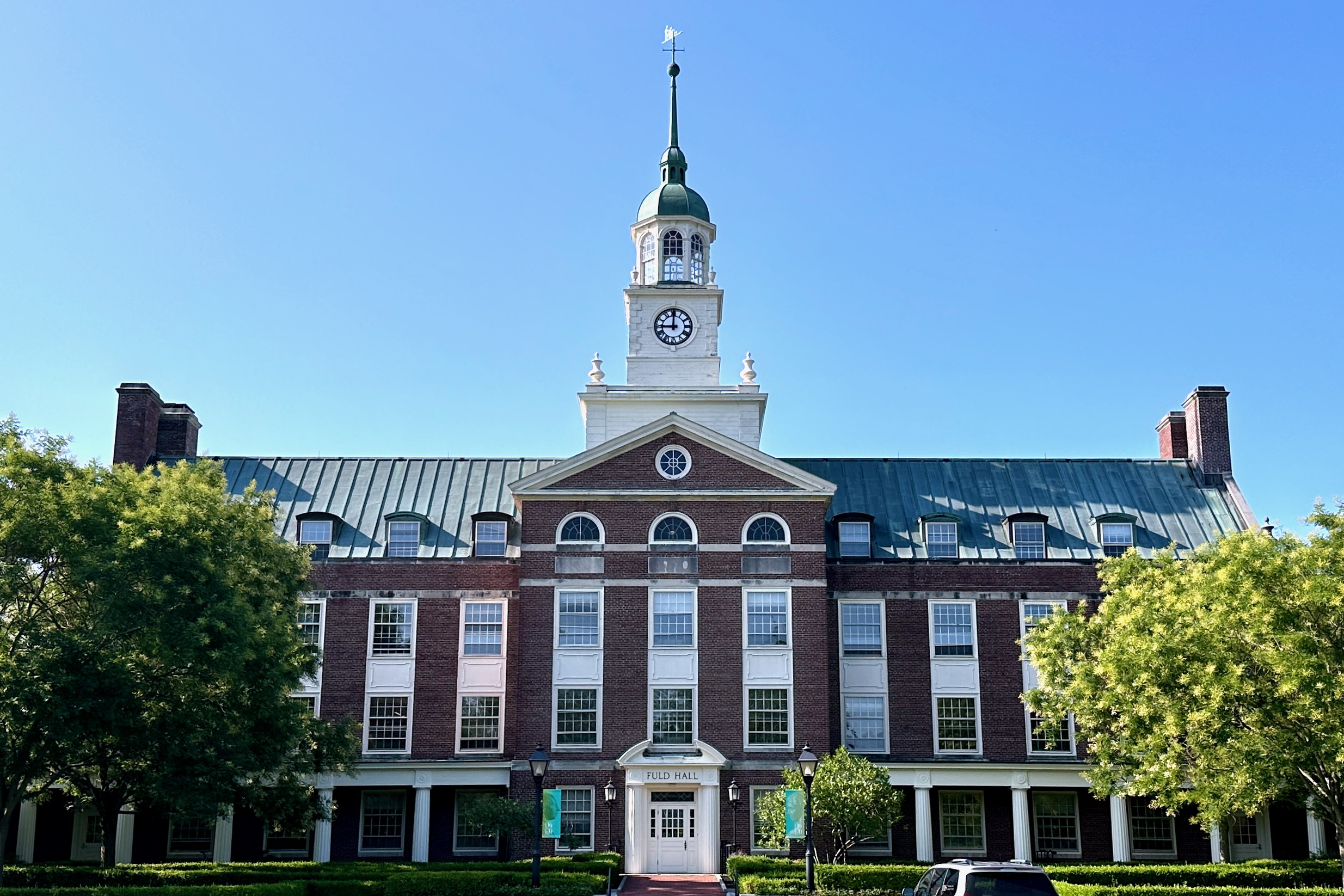
프린스턴 고등연구소

1961년 가을, 이휘소는 한국인으로서는 최초로 프린스턴 고등연구소 자연과학부의 연구회원이 됐으며 프린스턴 고등연구소의 아인슈타인 가 31번지에 위치한 미혼자용 기숙 아파트에 살았다. 이휘소는 저녁 식사나 술자리 같은 사적 모임에 거의 참석하지 않고 밤낮없이 연구실에만 붙어 있었다고 전해진다. 이 무렵, 이휘소는 양-밀스 이론의 양자화에 큰 관심을 가지고 있었다.
이듬해 2월에 뉴욕 맨해튼의 컬럼비아 대학교의 주임교수 이지도어 아이작 라비가 이휘소에게 직접 전화를 걸어 컬럼비아 대학교의 조교수로 채용하고 싶다고 제안해 왔다. 그러나 이휘소는 프린스턴 고등연구소에 오기 전부터 이미 펜실베이니아 대학교 조교수로 임용돼 있었기에 혼자 결정할 수는 없었다. 그래서 이휘소는 자신을 조교수로 만들어줬던 클라인에게 연락하여 이 문제에 관해 상의하였다. 클라인은 이휘소의 프린스턴 고등연구소 임기를 경력으로 인정하여 펜실베이니아 대학교로 복귀하는 대로 부교수로 승진할 수 있도록 하겠다고 약속하였고, 이에 이휘소는 이지도어 아이작 라비의 제안을 정중히 거절했다.
이휘소는 필라델피아를 떠나 프린스턴으로 올 무렵 말레이시아 화교인 마리안 문 칭 심과 교제를 시작하였고, 프린스턴 고등연구소에 근무할 때 한 달에 한두 번 정도의 주말에 필라델피아로 돌아가서 마리안과 데이트를 즐겼다. 그러다 1962년 3월에 두 사람은 약혼하였고 미국 이민국에서 이휘소의 영주권이 나오는 대로 결혼하기로 했다. 이 해 5월 7일에 이휘소는 워싱턴에서 마리안과 결혼식을 올렸는데 당시 나이는 27세였다. 그녀 사이에 아들 제프리 파운틴 리와 딸 아이린 앤 리를 두었다.
1962년 6월 초, 이휘소는 국제 원자력 기구가 주최하는 이탈리아 트리에스테 이론물리학 세미나(Seminar on Theoretical Physics)에 참석할 10인의 미국 대표단 일원으로 선출됐다. 트리에스테 이론물리학 세미나는 1962년 7월 16일부터 8월 25일까지 개최됐다. 이 무렵 이휘소는 젊은 연구자로서 미국 내에서 무시 못할 명성과 뛰어난 재능을 가지고 있던 것은 사실이지만, 아직은 큰 성과를 내지는 않았다. 그의 중요한 학문적 성과는 모두 1970년대에 이르러서야 나타나기 시작한다. 그러므로 '60년에 중반에 이미 노벨상을 주어야 했다'거나 '내 밑에 아인슈타인도 있었지만 이휘소가 더 뛰어났다'는 등 몇몇 소설들에서 나타난 묘사는 지나치게 과장된 것으로 사실과 다르다.
1963년에 이휘소는 앨프레드 P. 슬론 재단의 연구회원직을 수행하였다. 또한 이 해에 프린스턴 고등연구소에서 펜실베이니아 대학교로 복귀했고 클라인의 약속대로 바로 부교수로 승진하였다. 당시 그에게는 세계 각국에서 열리는 중요한 물리학회를 비롯해 여러 대학과 연구소에서 강연 초청이 줄을 이었기 때문에 출장이 잦았다. 1965년에 그는 다시 정교수로 승진하였는데 이는 비교적 빠른 편이었다.

### 뉴욕 주립 대학교 스토니브룩 재직 시기

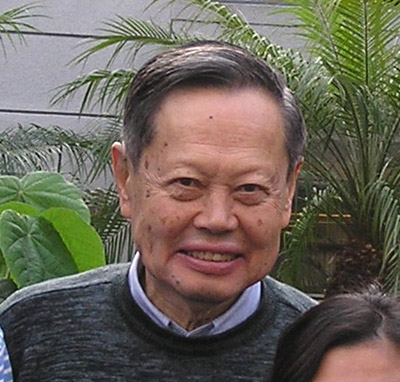
양전닝

1965년 가을에 프린스턴 고등연구소의 교수로 재직하고 있던 양전닝이 이휘소를 찾아왔다. 그가 뉴욕 주립 대학교 스토니브룩의 알베르트 아인슈타인 석좌교수(Albert Einstein Professorship of Physics)로 옮겨가게 됐는데 이휘소에게도 함께 가자고 권유하기 위해서였다. 이휘소는 1966년 5월 16일에 뉴욕 주립 대학교 스토니브룩에 방문 교수로 초청돼 8월 31일까지 재직하였으며, 가을학기가 시작되고 9월 25일부터 양전닝 이론물리학 연구소의 정교수로 부임하였다.
당시에는 논문 원고를 제출하여 심사가 끝나 학술지에 게재될 때까지는 최소 반 년 정도가 걸렸으며 《피지컬 리뷰 레터》만 해도 최소 한 달 이상은 각오해야 했다. 하지만 입자물리학은 연구 템포가 그 어떤 학문보다도 빠른 편이었다. 그래서 논문 한 편을 학술지에 발표할 때도 그 논문이 나오기 전까지 시간이 많이 걸리기에 누군가 반론을 제기하거나 이 반론을 인용한 논문을 이미 썼을 가능성이 충분했다. 이 때문에 학술지에 실리기까지 마냥 기다리기만 하지 않고 관심을 가진 학자들에게 연구 내용을 미리 알릴 필요가 있었다. 당시에는 모든 물리학자들이 스탠퍼드 선형 가속기 센터에서 운영하는 스탠퍼드 물리학 정보 검색 시스템에 사본을 보내 등록하고 그 곳에서 발간하는 프리프린트 리스트를 정기적으로 구독하였다. 그러다가 리스트에서 관심이 가는 논문을 발견하면 저자에게 엽서를 띄워 사본을 요청하고, 그러면 그 저자의 호의로 사본을 겨우 받아볼 수 있는 형태로, 논문을 받아보기까지는 시간이 꽤 걸렸다. 당시 이휘소는 엄청난 분량의 프리프린트 모음집을 가지고 다녔는데, 이를 바탕으로 세계 각국의 석학들을 찾아다니며 교류하고 공동 연구를 수행하며 많은 지식을 쌓았다고 전해진다.

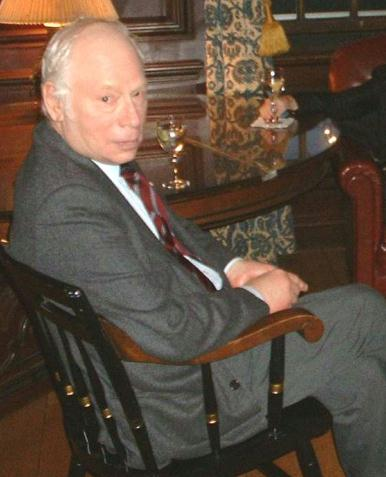
스티븐 와인버그

1967년 11월에 스티븐 와인버그는 《피지컬 리뷰 레터》에 짧은 논문을 발표했고 이휘소는 논문 게재 심사를 의뢰받아 이를 읽었다. 와인버그는 이 논문에서 약한 상호 작용에 관한 설명을 시도하였다. 약한 상호 작용은 자연계의 네 가지 상호 작용 중 하나인데, 이러한 네 가지 상호 작용들을 매개하는 역할을 하는 것이 전자, 글루온 등의 게이지 보손이다. 이들은 모두 게이지 대칭성이 있는데, 이 대칭성이 지켜지기 위해서는 일단 게이지 보손의 질량이 0이어야 한다. 그러나 약한 상호 작용을 매개하는 약한 보손만큼은 질량을 가지고 있다는 사실이 알려졌으며 이는 그때까지의 생각으로 선뜻 받아들이기 힘들었다. 또 약한 상호 작용에 관해서는 현상으로만 정리가 되어 있을 뿐이었다. 이 무렵 스티븐 와인버그는 이 게이지 대칭성이 자발적으로 깨졌다고 하여 거기서부터 게이지 입자의 질량을 자연스럽게 얻으려는 독창적인 시도를 하고 있었다. 그는 비록 그 논문에서 모든 계산에 성공하지는 못했지만 이 방법이 맞을 거라는 타당한 근거를 제시하고 있었다.
이휘소는 1968년에 미국 시민권을 취득하였다. 그는 미국 시민이 된 직후 이듬해인 1969년까지 구겐하임 펠로십(1968년에 수여된 구겐하임 펠로십의 목록, No.128)으로 일했는데 이 기간에 그는 프랑스에서 가족과 함께 휴가를 보내면서 파리 제11대학교에서 세미나를 갖기도 하고, 프랑스 고등연구실습원에서 자유롭게 연구를 수행했다. 이곳에서 그는 자발적으로 대칭성이 부서지는 현상과 그에 의한 난부-골드스톤 보손에 깊은 관심을 가졌으며, 머리 겔만과 모리스 레비(Maurice Lévy)가 정립한 선형 시그마 모형의 재규격화에 관한 몇 편의 논문을 집필하였다.
1970년 6월, 이휘소는 코르시카의 카르제스 여름학교에 강연자로 초청됐다. 이곳에서 이휘소는 시그마 모형의 자발적으로 부서진 대칭성과 그 재규격화에 관해 강의하였다. 당시 네덜란드의 젊은 대학원생 헤라르뒤스 엇호프트는 지도교수였던 마르티뉘스 펠트만과 함께 양-밀스 이론의 재규격화에 관해 연구하고 있었고, 그도 여기서 이휘소의 강의를 들었는데 이것이 결정적인 도움이 되었다고 훗날 회고하였다. 카르제스 여름학교에서 돌아오고 얼마 안 있어서는 소비에트 연방 키예프에서 열린 제15회 고에너지 물리학 국제회의에 참가하며 공산권 국가에 발을 들이기도 했다. 이 회의는 8월 26일부터 9월 4일까지 개최되었다.
1971년 전반기에 이휘소는 머리 겔만의 초청으로 로스앤젤레스 근처 패서디나에 있는 캘리포니아 공과대학교의 교환 교수로 5개월간 재직하였다. 이 해 여름에 이휘소는 당시 한국과학원의 정근모 부원장과 함께 대한민국에서 물리학 여름 학교를 정기적으로 개최하는 사업을 적극 추진하고 있었다. 그의 구상은 상당히 구체적이었지만 대한민국에서 독재체제가 강화되는 것에 큰 우려를 표하면서 모두 없었던 일로 하는 편지를 보내게 됐다.
| “ | 위수령 발동, 학생운동 탄압 등 최근 한국에서 일어나고 있는 일련의 사태로 우리가 추진중인 여름 학교 사업을 재고하게 됩니다. (중략)… 여름 학교의 책임을 맡게 된다면 내가 한국의 현 정권과 그 억압 정책을 지지하는 것으로 보일까 걱정이 됩니다. 참으로 난처한 입장입니다. 한편으로는 한국의 과학 발전을 위하여 조그만 도움이라도 되고 싶지만, 다른 한편으로는 민주주의의 원칙을 무시하는 이러한 처사들에 실망되어 반대 의사를 분명히 밝히고 싶습니다. 그러므로 한국 정부에서 이에 관한 초청이 오더라도 수락하지 않을 결심입니다. 엉뚱한 짓이라 생각하실지 모르겠지만 한국 국민의 장래를 걱정하는 한 사람으로서 택할 수 있는 유일한 길입니다. | ” |
|   | — 1972년 초, 정근모에게 보낸 서신 |   |

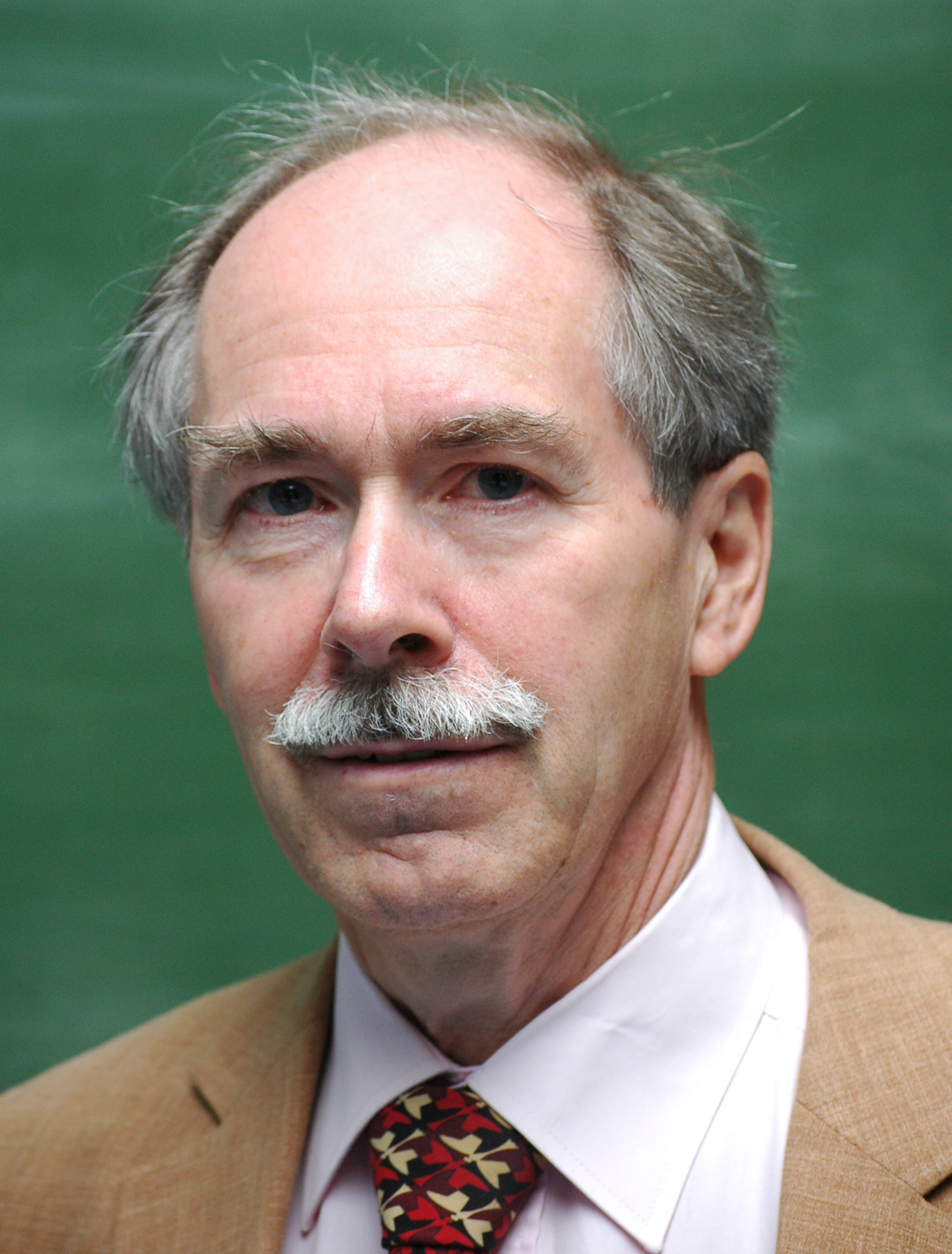
헤라르뒤스 엇호프트

한편, 헤라르뒤스 엇호프트는 카르제스 여름학교의 이휘소에게서 얻은 아이디어를 이용하여 마르티뉘스 펠트만과 함께 양-밀스 이론의 재규격화에 성공하였고, 이를 1972년 여름에 네덜란드 암스테르담의 입자물리학 국제학술회의에서 발표하였다. 하지만 당시 이들의 설계는 일반적인 경우에 모두 적용되지 않았고, 당시 물리학자들이 쉽게 이해하기 힘든 내용이었다. 이휘소가 팔을 걷고 나서 이를 알기 쉽게 풀어쓰고 경로적분 형식 등의 다른 설계까지 확장하여 서술하여 그제서야 많은 물리학자들이 이해할 수 있었다. 엇호프트와 펠트만은 이러한 공적을 인정받아 1999년에 노벨 물리학상을 수상했다.
1972년 10월에 박정희가 자신의 독재를 위한 유신 헌법을 선포하자 이휘소는 외국인 동료를 대하기가 부끄럽다고 가까운 한국인 친구들에게 자주 말하곤 했다. 강경식 전 브라운 대학교 교수는 당시 재미한인과학기술자협회 부회장이었고, 가끔 모국 방문 학술회의나 하계 심포지엄의 연사 초청의 수락을 이휘소에게 권유하곤 했는데 그 때마다 이휘소는 박정희가 독재를 계속하고 있는 한은 말도 꺼내지 말라고 단호히 거절하곤 했다.
이휘소의 대표적인 제자로 강주상 고려대학교 물리학과 명예교수가 있다. 그는 이 무렵 뉴욕 주립 대학교 스토니브룩에서 이휘소에게 박사 학위 논문 지도를 받고 있었고, 이휘소가 객원교수로 캘리포니아 공과대학교에 있을 때에도 한 학기 동안 그를 따라가서 연구하기도 했다. 이휘소는 미국 시민이 됐지만 대한민국에 대한 관심은 한시도 버리지 않았고 강주상과 함께 한국의 정치, 경제, 사회 문제를 자주 이야기하였다. 어느 날에는 핵무기에 관한 이야기가 화제가 됐는데 그때 그는 다음과 같은 말로 자신의 입장을 분명하게 피력하였다고 강주상은 기억하고 있다.
| “ | 핵무기는 언젠가 반드시 없어져야 하며, 특히 독재가 행해지고 있는 개발도상국에서의 핵무기 개발은 결코 허용해서는 안 된다. | ” |
|   | — 이휘소 |   |

1972년 가을학기에 이휘소는 뉴욕 주립 대학교 스토니브룩에서 게이지 이론에 관한 대학원 강의를 했는데 이 강의록을 어네스트 S. 에이버스라는 젋은 대학원생이 정리하여 이휘소와 함께 《피직스 리포트》에 단행본 형식으로 발표하였다.

### 페르미 연구소 재직 시기

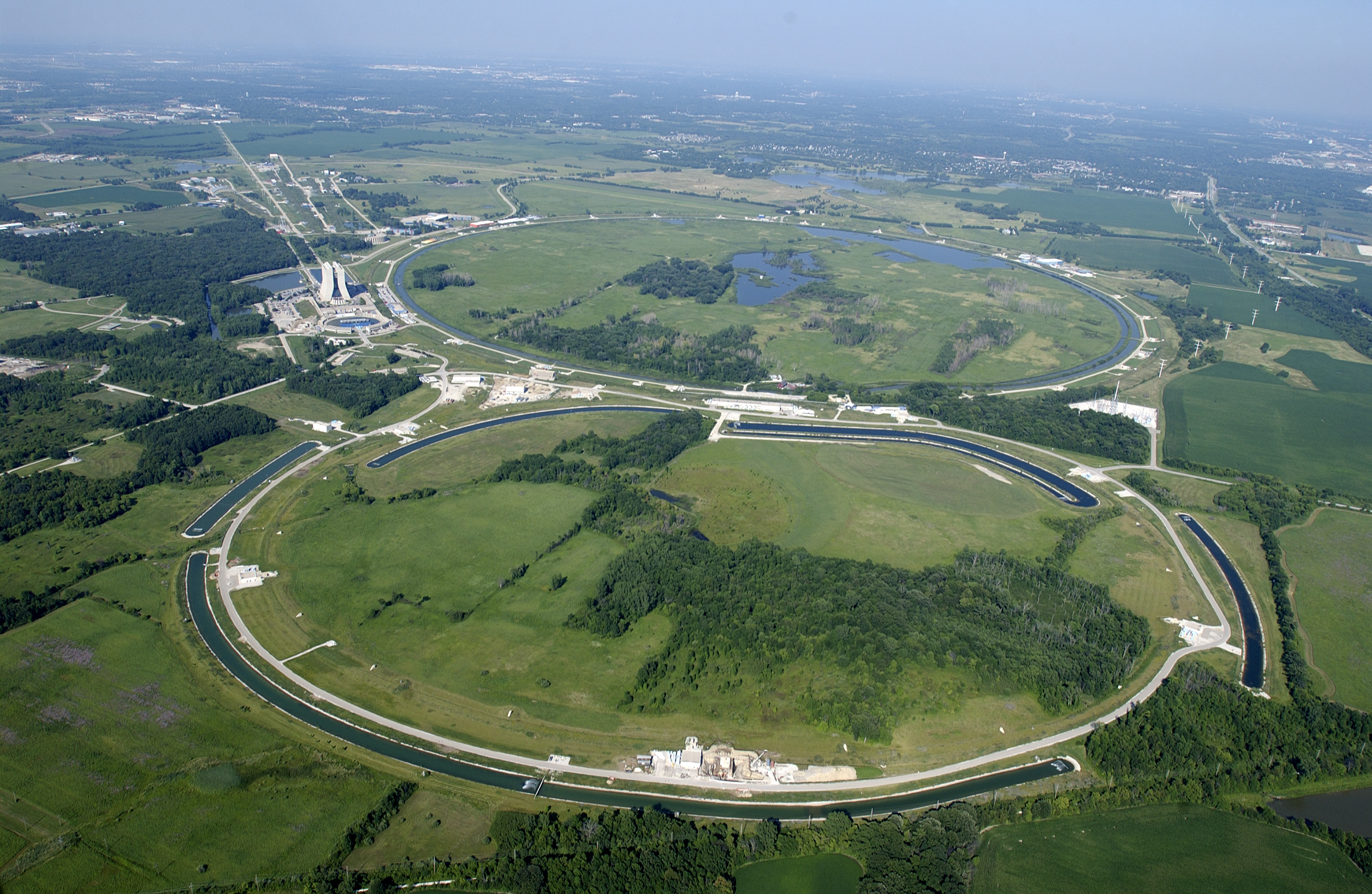
페르미 연구소

이휘소는 1973년 9월에 페르미 연구소의 이론물리학 부장으로 부임하였고, 이 해 9월부터 1975년 8월까지 브룩헤이븐 국립연구소 고에너지 자문 위원을 맡았다. 이 무렵에는 곳곳에서 그를 스카우트하려는 움직임이 있었다고 한다. 매사추세츠 공과대학교는 1973년 5월 23일자로 그에게 물리학과 교수직을 제안한다는 편지를 보냈고, 페르미 연구소에서도 이론 물리학 부장(Head of the theoretical physics department)직을 제안하였다. 이휘소는 양전닝과 상의한 끝에 페르미 연구소로 이직하기로 했다. 그는 페르미 연구소의 이론물리학 부장에 취임하면서 1974년 4월부터 시카고 대학교의 교수도 겸임하기로 했다. 봉급은 페르미 연구소에서 받고, 시카고 대학교에서는 일종의 아르바이트로 일하기로 했는데 이휘소만 원한다면 언제든 전임교수가 될 수도 있었다. 뉴욕 주립 대학교 스토니브룩에서는 1966년 8월 31일부터 이휘소를 휴직 처리해주며 1974년 9월 25일부터 물리학과 선도 교수(leading professor)에 임용하는 특별 대우를 해주어 그를 떠나보내는 아쉬운 마음을 대신하였다. 페르미 연구소의 이론물리학 부장으로 재직하며 이휘소는 이곳에서 거의 모든 이론 연구에 관여하고 실험 계획 수립에도 참여하였다. 1974년 6월부터는 스탠퍼드 선형 가속기 센터의 과학정책위원회 자문위원을 맡았다. 이 임기는 1978년 8월까지였다.

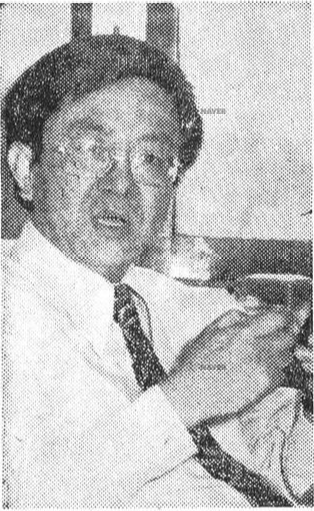
한국의 기초과학육성을 역설하는 이휘소 박사

1974년에 이휘소는 영국 런던에서 7월 1일부터 7월 10일까지 개최된 제 17회 고에너지 물리학 국제회의에 참가하였다. 그는 전체 회의의 연사로 초청되어 전약 이론의 그 때까지의 발전 상황을 정리하여 발표했다. 이 무렵 와인버그의 1967년 논문은 상당히 유명해져서 전약 이론은 일반적으로 ‘와인버그 이론’이라고 불렸지만, 이 회의에서 이휘소는 전약 이론에 대한 압두스 살람의 공헌을 인정하고 자신의 발표에서 이 이론을 ‘와인버그-살람 이론’이라 불렀다. 이후 학계에서는 이휘소의 명명을 존중하여 와인버그-살람 이론이라는 명칭이 널리 쓰이게 됐고, 이 덕에 압두스 살람은 스티븐 와인버그, 셸던 글래쇼와 함께 1979년 노벨 물리학상을 공동 수상하게 됐다.
1974년에 이휘소는 20여 년 만에 잠깐 귀국을 한다. 미국 국제개발청 차관에 의한 서울대학교 원조 계획의 미국 측 평가위원 자격이었다. 평가위원들의 원조 타당성 조사 사업은 그 해 9월 1일부터 10월 2일까지 한 달 동안 진행됐다. 박정희의 독재 정권이 계속되는 한은 결단코 대한민국에 발을 들이지 않겠다던 이휘소가 어떻게 USAID의 평가위원 위촉을 수락했는지는 분명하지 않다. 대한민국 측에서 추천하였다는 이유로 미 국무부가 설득했을 수도 있고, 그래도 최소한 한국의 과학 교육 만큼은 도와주어야 하지 않겠느냐는 주위 동료들의 권유를 받아들였을 수도 있다.

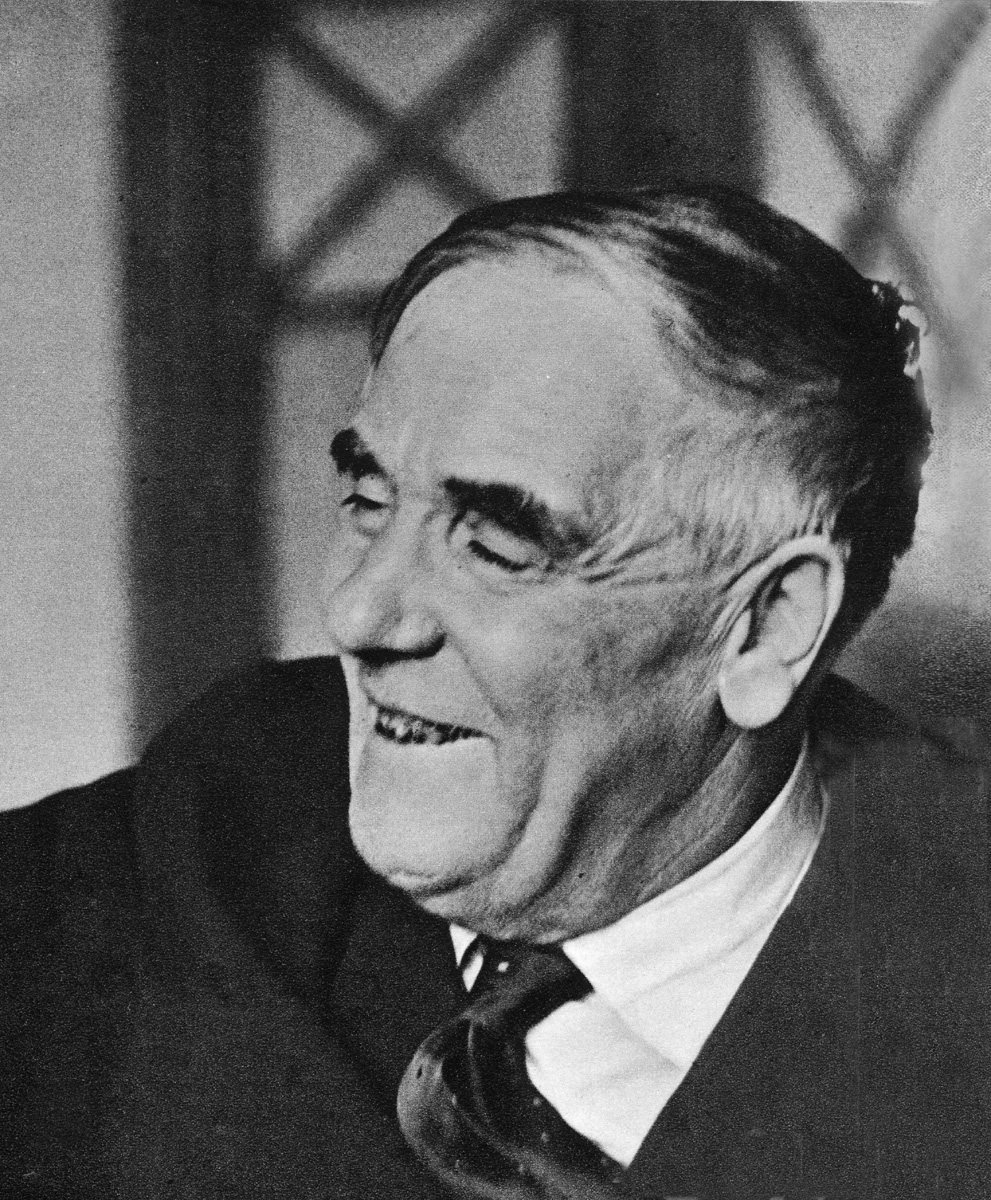
표트르 레오니도비치 카피차

소비에트 연방의 물리학자로 표트르 레오니도비치 카피차가 있다. 그는 1918년에 상트페테르부르크 공과 대학교를 졸업하고 1930년대에 대영제국 케임브리지 대학교 등에서 활약하며 명성을 떨쳤다. 자연스럽게 당시 소련 공산당 서기장이었던 이오시프 스탈린은 우수한 인재인 그가 모국에서 연구하기를 바랐다. 하지만 소련에 억류될 것을 염려한 카피차는 신변 보장이 되지 않으면 돌아가지 않겠다며 거절했는데 스탈린은 이에 직접 신변 보장 각서를 써주면서까지 모국 방문을 종용했다. 그렇게 하여 카피차는 매년 여름 스탈린의 각서를 받고서 소련을 방문하게 됐는데 어느 해에는 카피차의 여름 방문 시기가 다가오는데도 불구하고 스탈린의 신변 보장 각서가 도착하지 않았다. 하지만 대사관 관리는 행정 처리가 늦어지고 있는 것일 뿐이니 걱정 말고 우선 소련으로 출발하라고 재촉하였다. 이미 여러 번 소련을 왕래한 바 있는 카피차는 별 의심 없이 귀국길에 올랐지만 아니나 다를까 그 길로 결국 소련에 억류되고 말았고 꼼짝없이 평생을 그곳에서 지내면서 연구할 수밖에 없게 됐다.
이휘소는 이 사건을 잘 알고 있었으므로 박정희 독재정권 하의 대한민국 방문에 대해 더더욱 경계심을 갖고 있었다. 하지만 이번에는 개인 자격이 아니라 미국 정부 대표단의 일원으로 방문하는 것이기 때문에 박정희는 스탈린이 카피차에게 그랬던 것처럼 마음대로 이휘소에게 손을 뻗지는 못할 상황이었다. 그럼에도 이휘소는 만전을 기하여 신변 보장이 확실한 주한미군 용산기지 옆의 주한 미국 대사관 직원 숙소에 묵기로 하였으며, 그래도 안심이 되지 않았는지 자신이 대한민국을 방문하는 동안 만에 하나 박정희가 자신에게 손을 댈 경우 반드시 즉시 도움을 요청해야 할 곳들의 연락처를 페르미 연구소의 비서에게 단단히 일러두고서야 겨우 대한민국으로 떠났다.
그는 1976년에 다시 프린스턴 고등연구소 연구회원으로 초청됐으며, 또한 이 해에 미국 예술-과학 아카데미의 회원으로 선출됐다.

### 교통사고
이휘소는 1977년 6월 16일 오후 1시 22분 경, 일리노이주 케와니 근방의 80번 주간 고속도로 상에서 교통사고로 숨졌다. 당시 그는 페르미 연구소의 여름 연구 심의회에 참가하기 위해 가족들과 함께 콜로라도주 애스펀으로 향하던 중이었다.
《과학과 기술》 1994년 1월호에 실린 〈내가 아는 고 이휘소 박사〉라는 강경식 전 브라운 대학교 교수의 특별기고문에는 당시 이휘소의 비서가 사고 직후 강경식에게 전화를 걸어 설명한 사고 당시 상황이 실려 있다. 이휘소는 1977년 6월 16일 12시가 되기 전에 가족들을 태우고 콜로라도주 아스펜 시로 출발했고, 그로부터 약 1시간 30분 간 일리노이주 내의 고속도로 I-80의 아이오와주 경계로부터 약 30마일 떨어진 지점까지 정규속도 55마일로 운전해 가고 있었다. 그러다 오후 1시 22분 경, 건너편 내부고속도로선을 동쪽으로 달리던 대형 트레일러의 타이어가 터지면서 중심을 잃어 조정을 못하고 중앙분리지역을 넘어와 서쪽으로 달리고 있던 이휘소의 차량의 운전석을 덮쳤다. 이 사고로 이휘소 가족들은 경미한 부상을 입었지만, 본인은 즉사했다. 한편, 사고 경위를 이휘소의 동료의 전언 형식으로 보도한 1977년 6월 18일자 뉴욕 타임스 부고 기사는 이휘소 일가가 탄 차량의 대향 차선에서 달려오던 트럭의 타이어에 펑크가 났고, 트럭이 고속도로 중앙의 중앙분리대를 미끄러져 가다가 오후 1시 22분경에 마주 오던 이휘소 일가의 승용차와 충돌했다고 전하고 있다.
또한 KBS의 취재로 발견된 일리노이주 경찰서에 보관돼 있는 당시 사고 기록에 의하면 이휘소의 차량은 1975년형 닷지 다트로 폭이 약 20미터인 잔디밭 중앙분리지대를 가로질러온 36톤급 탱크 트럭과 충돌하였다. 당시 가해 트럭운전사 존 L. 루이스는 트럭에서 큰 소리가 나더니(heard a noise), 트럭이 오른쪽으로 꺾였다가(swerved to right), 다시 왼쪽으로 꺾였다(swerved to left)고 진술했는데 대덕대학 자동차학부 이호근 교수는 그 큰 소리의 원인을 타이어의 펑크라고 추측하였다.
타이어의 펑크에 있어서, 큰 트레일러와 같은 경우에는 위험성이 더욱 커지고, 전문 교육을 받지 않은 일반인들은 당황하면서 핸들을 과격하게 조작하거나 특히 급브레이크를 밟게 되는데, 그렇게 되면 차가 통제 불능 상태에 빠진다.— 이호근(대덕대학 자동차학부 교수)

또한 사고 기록에는 트럭의 앞부분과 뒷부분이 직각으로 꺾였다고 기록돼 있다. 이 상황에서 트럭이 20미터를 미끄러져 대향 차선을 침범하게 된 이유에 대해 이호근 교수는 다음과 같이 밝혔다.
아스팔트나 시멘트 도로에서의 마찰 계수는 제어가 가능하지만, 잔디 위에 올라타게 되면 거의 스케이트 타듯이 미끄러질 수밖에 없다. 한번 미끄러지면 그 상황에서는 방향 전환 등이 절대 불가능하고 진행 방향으로 곧게 나간다고 봐야 한다.— 이호근(대덕대학 자동차학부 교수)

또한 의도적으로 펑크를 내어 이휘소의 차를 덮칠 가능성을 알아보기 위해 KBS 취재진과 대덕대학 자동차학부 측이 수차례에 걸쳐 의도적인 펑크 실험을 했는데 펑크 직후의 차의 궤적은 일정하지 않았다. 이 실험 결과와 함께, 이호근 교수는 마지막으로 다음과 같이 밝혔다.
고속도로 중앙에 완충 지대가 노면 재질이 다른 잔디로 되어 있고, 또 대향차선에서 오는 차량의 속도도 불명확하고, 또 어느 차선으로 올지도 불명확하며(80번 주간 고속도로는 당시 왕복 4차선), 또 트럭 자신이 차선을 이탈해서 중앙분리대를 넘어가는 상황에서 반대편에서 오는 차가 급브레이크를 밟을 지 차선을 변경할지 모르는 상황이다. 이런 상황에서 통제 불능 상태로 대향 차선의 자동차를 의도적으로 가격해서 충돌시킨다는 것은 이론적으로 불가능한 상황이다.— 이호근(대덕대학 자동차학부 교수)

### 사후
이휘소는 1977년 10월에 국민훈장 동백장에 추서됐으며, 2006년에는 한국과학기술한림원에 의해 한국과학기술인 명예의 전당에 헌정(2005년도 헌정 대상자)됐다.
이휘소의 사후, 소설가 김진명에 의하여 이휘소의 생애를 주제로 한 소설 《무궁화 꽃이 피었습니다》가 출판됐는데, 이에 대해 이휘소의 미망인(Marianne Mun Ching Sim, 중국어: 沈曼菁) 등 유족에 의하여 소설에서 이휘소 박사의 일기, 편지 등을 무단 전재하거나 인용하여 저작권과 프라이버시가 침해되었다. 또 이휘소 박사가 교통사고로 사망하였음에도 소설에서 대한민국의 핵개발과 관련하여 미국의 정보기관에 의한 공작에 의하여 살해된 것으로 묘사하여 고인의 명예가 훼손됐다는 점을 이유로 소설의 출판 및 판매 금지 등 가처분신청이 있었으나, 법원에서는 원고의 청구를 기각하였다.

## 업적

### 자발적으로 대칭성이 깨진 게이지 이론의 재규격화

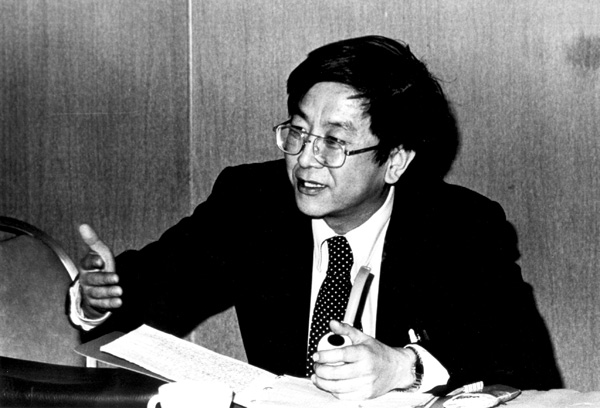
이휘소

1964년에 이휘소는 그의 지도교수 클라인과 자발적인 대칭성 깨짐에 관한 논문을 발표, 기본 입자의 질량의 존재를 규명하는 힉스 메커니즘이 등장하게 하는 데 기여하였다. 기본 입자들은 게이지 입자를 공유하면서 상호작용을 하는데, 이때까지 세워진 게이지 이론만으로는 자연스럽게 질량의 존재를 설명할 수 없었다. 국소 게이지 대칭성을 갖는 라그랑지언에는 게이지 보손의 질량 항이 없고, 임의로 만든다고 해도 국소 게이지 변환에 대해 불변이지 않아 국소 게이지 대칭성을 위반하게 된다. 따라서 자연스럽게 게이지 보손은 질량이 없어야 한다는 결론이 나온다. 한편 20세기 중반, 난부 요이치로와 제프리 골드스톤 등에 의해 “반드시 대칭적인 상태만이 가장 안정적이지는 않으며, 경우에 따라서는 대칭적인 상태보다도 더 안정적인 상태가 있을 수 있고, 만약 그렇다면 자연계는 스스로 대칭을 깨서라도 더 안정적인 상태가 되는 쪽을 선택한다”는 자발적으로 대칭성이 깨지는 가능성이 제기됐다. 그리고 골드스톤의 정리에 의하면 자발적으로 대칭성이 깨진 이론에는 반드시 무질량 입자가 존재하며 그러한 입자를 골드스톤 보손이라 정의한다. 이휘소와 클라인은 대칭성의 자발적인 깨짐의 예로서 당시 유명했던 초전도체와 하나하나 비교해가며 무엇이 골드스톤 보손이 될 수 있는지를 논했고, 결국 무질량 입자로서 추가적인 스푸리온(Spurion)이 필요하다고 제기하였다. 이 논문이 쓰여질 당시에는 힉스 보손의 존재는 제대로 알려지지 않았기 때문에 이 논문은 힉스 메커니즘과 같은 이론의 등장을 촉진하는 역할을 한 셈이다.
1969년에는 자발 대칭 깨짐을 논할 때 장난감 모형으로서 대표적으로 애용되고 있는 시그마 모형의 재규격화에 성공하였다. 이런 가운데 당시 네덜란드의 대학원생이던 헤라르뒤스 엇호프트는 힉스 메커니즘을 양-밀스 이론에 적용하여 비가환 게이지 이론의 국소 대칭성이 자발적으로 깨지는 모형을 연구하고 있었다. 그는 1970년 프랑스령 코르시카의 카르제스 여름학교에서 이휘소의 강의를 들었는데 이때 그는 그의 학위 논문 주제였던 자발적으로 대칭성이 깨진 비가환 게이지 이론의 재규격화에 대해 결정적인 아이디어를 얻었으며 마침내 이에 성공하게 된다. 엇호프트는 이 업적으로 1999년에 당시 자신의 지도교수였던 펠트만과 함께 노벨 물리학상을 수상하였다.
데이비드 폴리처는 그의 2004년 노벨상 수상 강연에서 이휘소가 전약 이론에 대한 엇호프트의 연구결과를 재해석하여 알기 쉽게 풀어 쓴 덕분에 당시 학자들이 그 중요성을 인식하게 됐다고 말하였다. 여기서 폴리처가 말하고 있는 것은 이휘소가 뉴욕 주립 대학교 스토니브룩에서 1972년 가을학기에 강의했던 내용을 대학원생 어네스트 에이버스와 함께 정리해서 《피직스 리포트》에 단행본 형식으로 발표한 〈게이지 이론〉이라는 논문이다. 이것은 헤라르뒤스 엇호프트가 서울대학교 이수종 교수에게 보낸 편지에도 자세히 언급돼 있다.

### 맵시 쿼크의 질량 예측
아원자 입자는 베타 붕괴와 함께 그 전하를 바꾸게 되는데, 아주 드문 경우이지만 베타 붕괴를 하고 나서도 전하가 변하지 않을 수 있다. 이것을 중성 보존류라 한다. 하지만 연구 결과 기묘도를 가진 입자가 베타 붕괴를 하면 언제나 중성 보존류가 없다는 흥미로운 결론이 내려졌다. 이것을 설명하기 위해 셸던 글래쇼, 이오아니스 일리오풀로스, 루차노 마이아니는 1970년에, 맵시 쿼크(혹은 참쿼크)라는 또다른 쿼크의 존재를 가정하여 이를 설명하였다. 이에 이휘소는 1974년 여름에 메리 게일러드 (Mary K. Gaillard), 조너선 로즈너와 함께 〈참쿼크를 찾아서〉라는 논문에서 케이온의 섞임과 붕괴에 해당하는 양을 계산하여 맵시 쿼크가 존재한다면 그가 가질 수 있는 질량 범위를 예측하였다.
이 논문을 지침서로 삼아 탐색 작업이 이뤄졌는데 이 논문이 저널에 실리기도 전인 이 해 11월 11일, 스탠퍼드 선형 가속기 센터의 버튼 릭터 연구진과 브룩헤이븐 국립연구소의 새뮤얼 차오 충 팅 연구진이 맵시 쿼크와 그 반쿼크가 결합해서 이루어진 제이/프시 중간자가 발견되었다. 따라서 맵시 쿼크의 존재가 간접적으로 확인되었다. 이것이 가능했던 이유는 이휘소 등이 논문을 저널에 기고하면서 프리프린트

로 공개하였고, 맵시 쿼크 탐색 실험의 지침서로 사용된 것은 정식 출판된 논문이 아니라 프리프린트였기 때문이다. 이휘소가 USAID 평가위원으로 모국에 일시 귀국하기 직전에 작성해서 프리프린트로 공개한 것이 서울대학교 평가가 끝난 후 미국에 돌아와 채 두 달도 걸리지 않아 발견된 셈이다.

### 물리우주론적 리-와인버그 경계의 계산
1977년에 이휘소는 스티븐 와인버그와 함께 〈무거운 뉴트리노 질량의 우주론적 최소 경계치〉라는 제목의 논문을 발표하였다. 이 논문에서 그들은 초기 우주 팽창의 흔적으로 쌍소멸을 통해 이윽고 다른 입자로 바뀌는, 충분히 무거우며 또한 안정적인 입자가 남아있다면 그들의 상호작용의 세기는 최소한 2GeV일 것이라고 예상하였다. 여기에서 이들이 다룬 입자는 윔프이다. 윔프의 질량이 작아질수록 그 쌍소멸 반응 단면적의 크기도 작아져야 하는데, 이는 대략 ≈ m2 / M4 정도이다. 여기서 m은 윔프의 질량이며, M은 Z보손의 질량이다. 이것은 초기 우주에서 풍부하게 생산된 윔프들 중 가벼운 윔프는 무거운 윔프보다 보다 일찍 상호작용을 그만둔, 즉 우주의 온도가 보다 더 높았을 때에 상호작용을 그만둔 윔프라는 것을 의미한다. 이휘소와 스티븐 와인버그의 계산에 의하면, 윔프의 질량이 ~ 2 GeV보다도 가볍다면 그 흔적의 밀도는 우주의 스케일을 뛰어넘는, 즉 있을 수 없는 값을 갖게 된다. 윔프의 질량이 더 이상 작아질 수 없는 이 경계를 리-와인버그 경계라고 한다.
이 논문은 《피지컬 리뷰 레터》가 1977년 5월 13일에 접수되었고, 1977년 7월 25일에 제 39권의 네 번째 호에 실렸다. 그러나 이휘소는 그해 6월 16일에 교통사고로 숨졌기 때문에 이 논문의 출판을 볼 수 없었고 이 논문은 사실상 그의 유작이었다. 이와 같은 인연은 스티븐 와인버그가 크리스 퀵과 함께 직접 피직스 투데이에 이휘소의 부고 논문을 쓰게 된 하나의 계기가 됐다. 크리스 퀵은 이휘소의 뒤를 이어 페르미 연구소의 차기 이론물리학 부장이 됐다.

## 가계
- 아버지: 이봉춘 (李逢春)
- 어머니: 박순희 (朴順姬)
  - 둘째 여동생: 이영자 (한 살 아래)
  - 셋째 남동생: 이철웅 (네 살 아래)
  - 막내 남동생: 이무언 (여섯 살 아래)
- 배우자: 마리안 문 칭 심 (Marianne Mun Ching Sim, 중국어: 沈曼菁)
  - 아들: 제프리 파운틴 리 (Geoffrey Fountain Lee)
  - 딸: 아이린 앤 리 (Irene Anne Lee)

## 저서 및 논문

### 저서
- 이휘소 (1972년 8월). 《Chiral Dynamics》. Documents on modern physics (영어). 뉴욕: Gordon and Breach Science Publishers. ISBN 0-677-01380-9.

### 논문
- 이휘소 (1958년 12월). “Dispersion Relation for Nonrelativistic Potential Scattering” [비상대론적 포텐셜 산란에서의 분산 관계]. 《피지컬 리뷰》 (영어) 112 (6): 2122–2124. doi:10.1103/PhysRev.112.2122.

- 이휘소; 마이클 T. 바우픈 (1960년 6월). “P-Wave Resonance in Pion-Pion Scattering” [파이온-파이온 산란에서의 P-파동 공명 현상]. 《피지컬 리뷰 레터》 (영어) 4 (11): 578–580. doi:10.1103/PhysRevLett.4.578.

- 이휘소 (1960년 10월). “Kπ Interaction in the Double Dispersion Representation” [쌍 분산 관계에서의 Kπ 상호작용]. 《피지컬 리뷰》 (영어) 120 (1): 325–330. doi:10.1103/PhysRev.120.325.

- R. E. 버렌즈; J. 드라이틀라인; C. 프론스덜; 이휘소 (1962년 1월). “Simple Groups and Strong Interaction Symmetries” [단순군 그리고 강한 상호 작용의 대칭성]. 《리뷰 오브 모던 피직스》 (영어) 34 (1): 1–40. doi:10.1103/RevModPhys.34.1.

- 에이브러햄 클라인; 이휘소 (1964년 3월). “Does Spontaneous Breakdown of Symmetry Imply Zero-Mass Particles?” [대칭성의 자발적 부서짐은 무질량 입자를 의미하는가?]. 《피지컬 리뷰 레터》 (영어) 12 (10): 266–268. doi:10.1103/PhysRevLett.12.266.

- 이휘소 (1968년 6월). “Chiral Dynamics of Octet Baryons and Nonleptonic Decays of Hyperons” [옥텟 바리온, 그리고 하이페론의 렙톤답지 않은 붕괴에 있어서의 손지기 역학]. 《피지컬 리뷰》 (영어) 170 (5): 1359–1364. doi:10.1103/PhysRev.170.1359.

- 이휘소 (1969년 3월). “Renormalization of the σ-model” [시그마 모형의 재규격화]. 《뉴클리어 피직스 B》 (영어) 9 (5): 649–672. doi:10.1016/0550-3213(69)90065-0.

- 장-루 저비; 이휘소 (1969년 9월). “Renormalization of the σ-model (II) fermion fields and regularization” [시그마 모형의 재규격화 (II) 페르미온 장과 정칙화]. 《뉴클리어 피직스 B》 (영어) 12 (4): 627–646. doi:10.1016/0550-3213(69)90145-X.

- 이휘소; 장 진-주스탕 (1972년 6월). “Spontaneously Broken Gauge Symmetries. I. Preliminaries” [자발적으로 부서진 게이지 대칭성 I. 서론]. 《피지컬 리뷰 D》 (영어) 5 (12): 3121–3137. doi:10.1103/PhysRevD.5.3121.

- 이휘소; 장 진-주스탕 (1972년 6월). “Spontaneously Broken Gauge Symmetries. II. Perturbation Theory and Renormalization” [자발적으로 부서진 게이지 대칭성 II. 섭동 이론과 재규격화]. 《피지컬 리뷰 D》 (영어) 5 (12): 3137–3155. doi:10.1103/PhysRevD.5.3137.

- 이휘소; 장 진-주스탕 (1972년 6월). “Spontaneously Broken Gauge Symmetries. III. Equivalence” [자발적으로 부서진 게이지 대칭성 III. 등가성]. 《피지컬 리뷰 D》 (영어) 5 (12): 3155–3160. doi:10.1103/PhysRevD.5.3155.

- 이휘소; 장 진-주스탕 (1973년 2월). “Spontaneously Broken Gauge Symmetries. IV. General Gauge Formulation” [자발적으로 부서진 게이지 대칭성 IV. 일반 게이지 형식]. 《피지컬 리뷰 D》 (영어) 7 (4): 1049–1056. doi:10.1103/PhysRevD.7.1049.

- 어니스트 S. 에이버스; 이휘소 (1973년 9월). “Gauge theories” [게이지 이론]. 《피직스 리포트》 (영어) 9 (1): 1–2. doi:10.1016/0370-1573(73)90027-6.

- 이휘소; 장 진-주스탕 (1973년 12월). “Erratum: Spontaneously Broken Gauge Symmetries. II. Perturbation Theory and Renormalization” [정정: 자발적으로 부서진 게이지 대칭성 II. 섭동 이론과 재규격화]. 《피지컬 리뷰 D》 (영어) 8 (12): 4654–4654. doi:10.1103/PhysRevD.8.4654.

- 메리 게일러드; 이휘소; 조너선 로즈너 (1975년 4월). “Search for charm” [참쿼크를 찾아서]. 《리뷰 오브 모던 피직스》 (영어) 47 (2): 277–310. doi:10.1103/RevModPhys.47.277.

- 윌리엄 A. 바딘; 이휘소; 로버트 E. 슈락 (1976년 8월). “Phase transition in the nonlinear σ model in a (2+ε)-dimensional continuum” [(2+ε)차원 연속체에서의 비선형 시그마 모델의 상전이]. 《피지컬 리뷰 D》 (영어) 14 (4): 985–1005. doi:10.1103/PhysRevD.14.985.

- 이휘소; 스티븐 와인버그 (1977년 7월). “Cosmological Lower Bound on Heavy-Neutrino Masses” [무거운 뉴트리노 질량의 우주론적 최소 경계치]. 《피지컬 리뷰 레터》 (영어) 39 (4): 165–168. doi:10.1103/PhysRevLett.39.165.

## 관련 자료

### 텔레비전 프로그램
- 이휘소의 진실 - 무궁화 꽃이 피지 못했다 (2010년작, 한국방송공사)
- 이휘소의 진실 - 벤자민 리의 유산 (2010년작, 한국방송공사)
- 당신이 혹하는 사이 3기 6회 - 이휘소 박사의 사망 음모론 (2022년, SBS)

### 도서
- 이용포 (2006). 《이휘소: 못다 핀 천재 물리학자》. 작은씨앗. ISBN 8990787432.
- 강주상 (2011). 《이휘소 평전》. 럭스미디어. ISBN 9788962340419.
- 이은유 (2011). 《이휘소: 현대 물리학의 별》. 자음과모음. ISBN 9788957076019.

### 내용주
1. ↑  당시 경성사범학교에 부속된 국민학교는 모두 세 곳으로, 원칙적으로 일본인만이 입학할 수 있지만 조선인의 입학도 아주 불가능하지는 않은 부속제1국민학교, 그리고 보통 조선인들이 입학하는 부속제2국민학교, 그리고 주로 교생들이 가르치는 시골 학생들을 대상으로 하는 단급 국민학교가 그러하였다.
2. ↑  현재의 학제로 고등학교 1학년에 해당한다.
3. ↑  구 경성여자사범학교 부속 여자국민학교이다.
4. ↑  당시에는 제트기가 보급되지 않았기에 그가 탄 것은 프로펠러 비행기였다.
5. ↑  일본어: 若手夏の学校 와카테 나쓰노 각코[*]
6. ↑  당시 젊은 연구자로서 이휘소가 가진 위상을 짐작할 만한 대목이다.
7. ↑  비가환 게이지 이론인 양-밀스 이론까지도 아닌, 양자 전기역학과 같은 가환 게이지 이론의 양자화 문제만 하더라도 정준 양자화로도, 경로적분 양자화로도 상당한 테크닉을 요하는 고난도 작업이다.
8. ↑  마리안은 당시 머크사 연구소의 세균학자로 근무하면서 여자 의과대학 입학을 준비하고 있었는데 교환 비자(J-1 비자)로 미국에 왔기 때문에 체류 기간이 2년으로 한정돼 있었다. 하지만 이휘소가 미국 영주권을 취득하게 되면 이휘소의 배우자로서 마리안 또한 자동으로 거주 허가가 나도록 돼있었다. 이후 마리안은 의과대학에 입학 허가를 받았지만 이휘소의 내조에 전념하기 위해서 의과대학을 졸업하기만 하고 따로 개업의 활동은 하지 않기로 했다.
9. ↑  이 때는 아직 국적상으로 미국인이 아니었음에도 미국 대표단에 선발된 것이다.
10. ↑  1964년에 다시 1년간 프린스턴 고등연구소의 연구 회원을 지낸 것을 또 다른 경력으로 인정받은 결과였다.
11. ↑  이에 펜실베이니아 대학교측에서는 그의 잔류를 희망하였으나, 클라인 교수는 마음이 끌리는 대로 하라는 편안한 대답을 해주었다고 전해진다.
12. ↑  뉴욕 주립 대학교 스토니브룩으로 전직하면서 처음으로 단독주택을 마련하게 되었는데 자택은 연구실에서 자동차로 10분 정도의 거리에 있었으며, 뉴욕 주립 대학교 스토니브룩은 맨해튼 옆의 롱아일랜드 섬에 위치해 있었기 때문에 자동차로 15분 정도만 달리면 대서양에 이를 수 있었다. 또한 한 시간 정도 달리면 맨해튼에도 접근할 수 있었다.
13. ↑  또한 잘못된 논문으로 판명될 가능성도 있었다.
14. ↑  인터넷이 보편화된 요즘에야 arXiv라는 웹사이트가 존재하여 전 세계의 인터넷이 사용 가능한 어떤 물리학자들도 거의 모든 프리프린트들을 쉽게 찾아서 곧바로 내려 받아 읽어볼 수 있게 됐지만 인터넷이 보급되기도 훨씬 전이었던 당시에는 arXiv와 같은 혜택은 꿈도 꿀 수 없었다.
15. ↑  방법이야 어찌됐든 이것이 장의 양자론에서 자연스럽게 받아들여지기 위해서는 또한 재규격화가 가능함도 보여야 한다. 하지만 위크 보존이 큰 질량을 가졌다는 것이 밝혀지면서 정상적인 게이지 대칭성을 가지고 있지 못한 상황이기 때문에 재규격화는 그리 쉬운 문제가 아니었다.
16. ↑  이 시민권 취득 심사 때 그의 박사후 연구원이었던 윌리엄 A. 바딘(William A. Bardeen)이 이휘소의 인성(人性) 증언을 하기도 했다.
17. ↑  이러한 제도는 이미 유럽과 미국, 일본에서 활발히 진행되고 있었다.
18. ↑  심지어는 이미 페르미 연구소로 이직한 몇 개월 후인 11월 29일에는 펜실베이니아 대학교에서 게이롤드 P. 및 메리 루이지 한웰 석좌교수직(Gaylord P. and Mary Louise Harnwell Professorship)으로 초빙한다는 편지를 보내오기도 했다.
19. ↑  이와 같은 조치는 1976년 8월 30일까지 계속됐다.
20. ↑  카피차는 극저온 물리학계에서 활약하여 당시 세계 최초로 액체 헬륨을 생성해내는데 성공하였으며 후일 그것의 초유동성을 발견하기도 했다.
21. ↑  1973년에 모처럼 일본 교토 대학을 방문했을 때도 박정희 독재정권을 경계하여 일부러 귀국하지 않고, 다소의 불효이긴 하나 모친을 일본에 모셔서 그 곳에서 모자 상봉을 했을 정도였다.
22. ↑  그는 학술회의, 연구방문 등으로 외국여행이 빈번했지만 이 모국 출장 건처럼 직접 세심하게 챙긴 적은 이전에도 이후에도 없었다고 알려진다.
23. ↑  KBS의 취재에 의하면 그 정도의 크기의 트럭은 당시 탱크 트럭이라는 별명으로 불리고 있었던 듯하다.
24. ↑  미국에서는 이른바 ‘잭나이프’(jackknifed)라 불리는 상황이다.
25. ↑  이들 두 사람은 또한 차원 정칙화를 고안한 것으로도 유명하다. 장의 양자론에 있어 운동량 적분을 할 때, 파인만 다이어그램이 루프를 포함하고 있는 경우, 흔히 적분은 무한대로 발산해 버린다. 이러한 불필요한 무한대를 제어하기 위해 재규격화가 필요한데 재규격화를 수행하기 이전에 루프 적분을 잘 정의된(well-defined) 형식으로 풀어 내야 한다. 이와 같은 과정을 ‘정칙화’(regularization)라고 한다. 정칙화에는 파울리-비야스 정칙화(Pauli-Villars regularization), 자외 컷오프 정칙화(ultraviolet cutoff regularization), 격자 정칙화(lattice regularization) 등이 있는데, 특히 차원 정칙화는 자외 발산을 ‘차원의 틈’에 가둔 것이 특징이다. 다른 정칙화들은 자외발산을 다소 거친 방법으로 다루느라 게이지 대칭성을 깨트리기 일쑤이지만 차원 정칙화의 경우에는 형식적으로 임의의 d차원에 대해 대수가 잘 정의되기 때문에 4차원에서 약간 모자란 임의의 d차원에서 적분을 수행한 후, 차원을 4차원으로 접근시키는 극한을 적용할 수 있다. 이 방법으로 게이지 대칭성을 깨트리는 일 없이 불필요한 무한대를 차원의 틈에 잘 가두는 것이 가능하다. 이때 불필요한 무한대의 감옥 노릇을 하는 것이 감마 함수이다. 다만, 4계 완전 반대칭 텐서만큼은 임의의 d차원이 아닌 4차원에서밖에 정의가 되지 않기 때문에 이 텐서가 들어갔다면 차원정칙화를 사용하더라도 게이지 대칭성을 지키는 것은 불가능하다.

### 참조주
1. ↑  “Lee, Benjamin W.”. 《스탠퍼드 물리학 정보 검색 엔진》 (영어). inSPIRE HEP. 2013년 10월 30일에 원본 문서에서 보존된 문서. 2019년 11월 4일에 확인함.
2. 1 2 3 4 5 6 7 8 9 10 11 12 13 14 15 16 17 18 19 20 21 22 23 24 25 26 27 28 29 30  강주상 (2011).
3. ↑  이휘소 (1958).
4. ↑  R. E. 버렌즈 등. (1962).
5. ↑  “Sloan Research Fellowships”. 《The Alfred P. Sloan Foundation》 (영어). 2011년 6월 4일에 확인함.[깨진 링크(과거 내용 찾기)]
참고: 강주상 (2011)에서는 1962년부터 1966년까지라고 나와 있으나, 이 기록에 의하면 1963년 한 해만 확인됨.
6. 1 2  스티븐 와인버그 (1967년 11월). “A Model of Leptons” [렙톤 모형]. 《피지컬 리뷰 레터》 (영어) 19 (21): 1264–1266. doi:10.1103/PhysRevLett.19.1264. ISSN 0031-9007.
7. 1 2  이휘소 (1969).
8. 1 2  장-루 저비 & 이휘소 (1969).
9. 1 2  리수종 (1999년 12월). “1999년 노벨 물리학상에 즈음하여: 토프트, 벨트만, 이휘소, 그리고 입자 물리학의 미래”. 《물리학과 첨단기술》. 2011년 7월 22일에 원본 문서에서 보존된 문서. 2011년 5월 22일에 확인함.
10. ↑  V. A. Vasil'ev (1971년 3월). “XVth international conference on high-energy physics (Kiev, August-September, 1970)”. 《Atomic Energy》 (영어) 30 (3): 397–399. doi:10.1007/BF01164690.[깨진 링크(과거 내용 찾기)]
11. ↑  이휘소 & 장 진-주스탕 (1972a).
12. ↑  이휘소 & 장 진-주스탕 (1972b).
13. ↑  이휘소 & 장 진-주스탕 (1972c).
14. ↑  이휘소 & 장 진-주스탕 (1973).
15. 1 2  어니스트 S. 에이버스 & 이휘소 (1973).
16. ↑  I. V. Chuvilo (1974년 12월). “XVII International Conference on High-Energy Physics (London, July 1974)”. 《Atomic Energy》 (영어) 37 (6): 1293–1297. doi:10.1007/BF01120934.[깨진 링크(과거 내용 찾기)]
17. ↑  “Book of Members, 1780-2010” (PDF). 《American Academy of Arts & Sciences》 (영어). 318쪽. 2011년 6월 4일에 확인함.
18. 1 2  크리스 퀵; 스티븐 와인버그 (1977년 9월). “Benjamin W. Lee”. 《피직스 투데이》 (영어) 30 (9): 76. doi:10.1063/1.3037723.
19. ↑  “Dr. Benjamin Lee, 42, of Fermilab; Noted Physicist Was Crash Victim” [저명한 물리학자인 페르미랩의 42세 벤저민 리 박사가 충돌 사고로 희생]. 《뉴욕 타임스》 (영어). 1977년 6월 18일. 2011년 5월 22일에 확인함.
20. ↑  강경식 (1994년 1월). “내가 아는 故 李輝昭박사” (PDF). 과학과 기술. 91-94면. 2005년 5월 22일에 원본 문서 (PDF)에서 보존된 문서. 2011년 5월 22일에 확인함.
21. ↑  “강주상 명예 교수 홈페이지의 캡처 자료 (Obituary of Benjamin W. Lee)”. 《뉴욕 타임스》 (영어). 1977년 6월 18일. 2011년 5월 22일에 확인함.[깨진 링크(과거 내용 찾기)]
22. ↑  “The 1975 Dodge Dart and Swinger”. 《Valiant》 (영어). valiant.org. 2011년 8월 21일에 원본 문서에서 보존된 문서. 2011년 6월 4일에 확인함.
23. 1 2 3 4 5 6  KBS (2010).
24. ↑  “故(고) 李輝昭(이휘소)박사에 국민훈장 冬柏章(동백장)”. 《경향신문》. 1977년 10월 22일. 7면.
25. ↑  김권용 (2006년 2월 23일). “이휘소씨 등 3명 `과학기술인 명예의 전당’ 헌정”. 《연합뉴스》 (사이언스타임즈). 2016년 1월 5일에 원본 문서에서 보존된 문서. 2016년 1월 5일에 확인함.
26. ↑  “故 李輝昭박사 저작권 소송 첫 심리”. 《연합뉴스》. 1994년 9월 16일. 2015년 6월 11일에 확인함. 재미 핵물리학자 故 李輝昭박사의 중국계 미망인 沈曼菁씨등이 가처분 신청을 냈다.
27. ↑  “소설 '무궁화 꽃이 피었습니다' 표절 아니라고 판결”. 《중앙일보》. 1997년 7월 10일. 2016년 2월 26일에 확인함. 박정희시대 상황 묘사 부분은 객관적 사실을 인용한 것일 뿐 표절이라 볼 수 없으며 孔씨 책을 인용한 부분은 출전을 밝힌데다 아이디어를 도용하였다는 주장은 인정하기 어렵다.
28. ↑  에이브러햄 클라인 & 이휘소 (1964).
29. ↑  헤라르뒤스 엇호프트 (1971년 12월). “Renormalizable Lagrangians for massive Yang-Mills fields” [질량이 있는 양-밀스 장의 재규격화 가능한 라그랑지안]. 《뉴클리어 피직스 B》 (영어) 35 (1): 167–188. doi:10.1016/0550-3213(71)90139-8.
30. ↑  “Nobel '99 A Strong Vote for Electroweak Theory”. 《Fermi News》 (영어). 1999년 12월 17일. 2011년 10월 18일에 원본 문서에서 보존된 문서. 2011년 5월 22일에 확인함.
31. ↑  헤라르뒤스 엇호프트 (1999년 12월 17일). “Autobiography”. 《Nobelprize.org》 (영어). 2011년 5월 22일에 확인함.
32. ↑  데이비드 폴리처 (2004년 12월 8일). “The Dilemma of Attribution”. 《2004년 노벨상 수상 기념 강연》 (영어). Caltech. 2011년 8월 9일에 원본 문서에서 보존된 문서. 2011년 5월 22일에 확인함.
33. ↑  메리 게일러드, 이휘소 & 조너선 로즈너 (1975).
34. ↑  메리 게일러드; 이휘소; 조너선 로즈너 (1974년 8월). “Search for charm” [참쿼크를 찾아서]. 《FERMILAB-Pub》 (영어) 74 (86-THY): 1–102. 2018년 9월 10일에 원본 문서에서 보존된 문서. 2018년 9월 10일에 확인함.
35. ↑  이휘소 & 스티븐 와인버그 (1977).